# Gide Loyrette Nouel
 (août 2022).
Gide Loyrette Nouel est un cabinet d'avocats d'affaires international implanté à Paris et dans 10 autres villes : Alger, Bruxelles, Casablanca, Istanbul, Londres, New York, Pékin, Shanghai, Tunis et Varsovie.

## Historique
Créé en 1920, Gide est le premier cabinet de droit des affaires international d'origine française. En 2022, il compte plus de 500 avocats et juristes, dont une centaine d’associés, de 35 nationalités différentes.
Gide a principalement fondé son développement sur l’ouverture à l’international, à l’image de son fondateur, Pierre Gide, avocat français membre du Barreau de Londres. En 1957, Pierre Gide, Jean Loyrette et Philippe Nouel constituent la première association d'avocats. Dix ans plus tard, le cabinet ouvre son premier bureau à l’étranger, à Bruxelles. 
Ses domaines de compétences couvrent toutes les branches du droit des affaires.
Le cabinet est également membre :
- Du « European Network », réseau européen de cabinets indépendants qui s’appuie sur une relation étroite (mais non-exclusive) développée avec trois cabinets prestigieux : Chiomenti en Italie, Cuatrecasas dans la péninsule ibérique et Gleiss Lutz en Allemagne.
- Du réseau international Lex Mundi, qui regroupe plus de 160 cabinets d’avocats indépendants.

## Reconnaissance par la profession
Une trentaine d'équipes du cabinet sont reconnues par Chambers & Partners et par Legal 500 EMEA.

## Gouvernance
Le cabinet est dirigé par un comité exécutif qui est actuellement[Quand ?] composé de Frédéric Nouel, Senior Partner, et Jean-François Levraud, Managing Partner, reconduits pour un second mandat. Également élus par leurs pairs, trois autres associés composent la nouvelle équipe dirigeante : Franck Audran, Jean-Gabriel Flandrois, Laetitia Lemercier. Frédérique Misk-Malher reste secrétaire générale du cabinet.